# Ronde van de Alpen 2021
De 44e editie van de wielerwedstrijd Ronde van de Alpen werd in 2021 verreden van 19 tot en met 23 april als onderdeel van de UCI ProSeries 2021-kalender. De wedstrijd werd in 2020 vanwege de coronapandemie geannuleerd. In 2019 werd de wedstrijd gewonnen door de Rus Pavel Sivakov. Hij werd op de erelijst opgevolgd door de Brit Simon Yates.

## Deelname
Er namen dertien UCI World Tour-ploegen, zeven UCI ProTeams en een continentaal team deel.
| WorldTour | WorldTour                                                                                             | ProTeam | Continentaal       |
| --- | --- | --- | ------------------ |
| AG2R-Citroën Astana-Premier Tech Bahrain-Victorious BORA-hansgrohe EF Education-Nippo Groupama-FDJ INEOS Grenadiers | Israel Start-Up Nation Team BikeExchange Team DSM Team Qhubeka-ASSOS Trek-Segafredo UAE Team Emirates | Androni Giocattoli-Sidermec Arkéa-Samsic Bardiani-CSF-Faizanè Caja Rural-Seguros RGA EOLO-Kometa Gazprom-RusVelo Uno-X Pro Cycling Team | Tirol Cycling Team |

## Etappe-overzicht
| Etappe | Datum    | Start     | Plaats                | Type      | Afstand  | Winnaar             | klassementsleider |
| ------ | -------- | --------- | --------------------- | --------- | -------- | ------------------- | ----------------- |
| 1e     | 19 april | Brixen    | Innsbruck             | Heuvelrit | 140,6 km | Gianni Moscon       | Gianni Moscon     |
| 2e     | 20 april | Innsbruck | Feichten im Kaunertal | Bergrit   | 121,5 km | Simon Yates         | Simon Yates       |
| 3e     | 21 april | Imst      | Naturns               | Bergrit   | 162,0 km | Gianni Moscon       | Simon Yates       |
| 4e     | 22 april | Naturns   | Pieve di Bono         | Bergrit   | 168,6 km | Peio Bilbao         | Simon Yates       |
| 5e     | 23 april | Idromeer  | Riva del Garda        | Heuvelrit | 120,9 km | Felix Großschartner | Simon Yates       |

## Klassementenverloop
| Etappe       | Winnaar             | Algemeen klassement · | Bergklassement ·     | Jongerenklassement · | Tussensprintklassement · | Ploegenklassement ·  |
| ------------ | ------------------- | --------------------- | -------------------- | -------------------- | ------------------------ | -------------------- |
| 1            | Gianni Moscon       | Gianni Moscon         | Alessandro De Marchi | Idar Andersen        | Felix Engelhardt         | Bardiani-CSF-Faizanè |
| 2            | Simon Yates         | Simon Yates           | Simon Yates          | Jefferson Cepeda     | Felix Engelhardt         | Team BikeExchange    |
| 3            | Gianni Moscon       | Simon Yates           | Alessandro De Marchi | Jefferson Cepeda     | Felix Engelhardt         | INEOS Grenadiers     |
| 4            | Peio Bilbao         | Simon Yates           | Márton Dina          | Jefferson Cepeda     | Felix Engelhardt         | INEOS Grenadiers     |
| 5            | Felix Großschartner | Simon Yates           | Alessandro De Marchi | Jefferson Cepeda     | Felix Engelhardt         | INEOS Grenadiers     |
| 0Eindstanden | 0Eindstanden        | Simon Yates           | Alessandro De Marchi | Jefferson Cepeda     | Felix Engelhardt         | INEOS Grenadiers     |

## Eindklassementen
| Plaats      | Naam               | Ploeg                       | Tijd      |
| ----------- | ------------------ | --------------------------- | --------- |
| Groene trui | Simon Yates        | Team BikeExchange           | 18u36'06" |
| 2           | Peio Bilbao        | Bahrain-Victorious          | + 58"     |
| 3           | Aleksandr Vlasov   | Astana-Premier Tech         | + 1'06"   |
| 4           | Jefferson Cepeda   | Androni Giocattoli-Sidermec | + 2'25"   |
| 5           | Hugh Carthy        | EF Education-Nippo          | + 2'37"   |
| 6           | Pavel Sivakov      | INEOS Grenadiers            | + 2'44"   |
| 7           | Nairo Quintana     | Arkéa-Samsic                | + 2'54"   |
| 8           | Ruben Guerreiro    | EF Education-Nippo          | + 3'12"   |
| 9           | Romain Bardet      | Team DSM                    | z.t.      |
| 10          | Nick Schultz       | Team BikeExchange           | + 3'36"   |
|             |                    |                             |           |
| 58          | Lars van den Berg  | Groupama-FDJ                | + 24'59"  |
| 96          | Henri Vandenabeele | Team DSM                    | + 56'20"  |

| Plaats      | Naam                 | Ploeg                  | Punten |
| ----------- | -------------------- | ---------------------- | ------ |
| Blauwe trui | Alessandro De Marchi | Israel Start-Up Nation | 25     |
| 2           | Márton Dina          | EOLO-Kometa            | 16     |
| 3           | Simon Yates          | Team BikeExchange      | 14     |

| Plaats    | Naam                 | Ploeg                  | Punten |
| --------- | -------------------- | ---------------------- | ------ |
| Rode trui | Felix Engelhardt     | Tirol KTM Cycling Team | 12     |
| 2         | Alessandro De Marchi | Israel Start-Up Nation | 8      |
| 3         | Gianni Moscon        | INEOS Grenadiers       | 6      |

| Plaats     | Naam               | Ploeg                       | Tijd      |
| ---------- | ------------------ | --------------------------- | --------- |
| Witte trui | Jefferson Cepeda   | Androni Giocattoli-Sidermec | 18u38'31" |
| 2          | Alejandro Osorio   | Caja Rural-Seguros RGA      | + 2'00"   |
| 3          | Florian Lipowitz   | Tirol KTM Cycling Team      | + 4'03"   |
|            |                    |                             |           |
| 12         | Lars van den Berg  | Groupama-FDJ                | + 22'34"  |
| 18         | Henri Vandenabeele | Team DSM                    | + 53'55"  |

| Plaats | Ploeg               | Tijd      |
| ------ | ------------------- | --------- |
|        | INEOS Grenadiers    | 56u01'17" |
| 2      | Team DSM            | + 1'49"   |
| 3      | Astana-Premier Tech | + 7'26"   |

1962 · 1963 · 1964-78 ·1979 · 1980 · 1981 · 1982 · 1983 · 1984 · 1985 · 1986 · 1987 · 1988 · 1989 · 1990 · 1991 · 1992 · 1993 · 1994 · 1995 · 1996 · 1997 · 1998 · 1999 · 2000 · 2001 · 2002 · 2003 · 2004 · 2005 · 2006 · 2007 · 2008 · 2009 · 2010 · 2011 · 2012 · 2013 · 2014 · 2015 · 2016 · 2017 · 2018 · 2019 · 2020 · 2021 · 2022 · 2023 · 2024